# Sekou
Sékou est un arrondissement du sud du Bénin, situé dans le département de l'Atlantique, à 45 km de la capitale économique Cotonou et à 9 km d'Allada.

## Galerie de photos

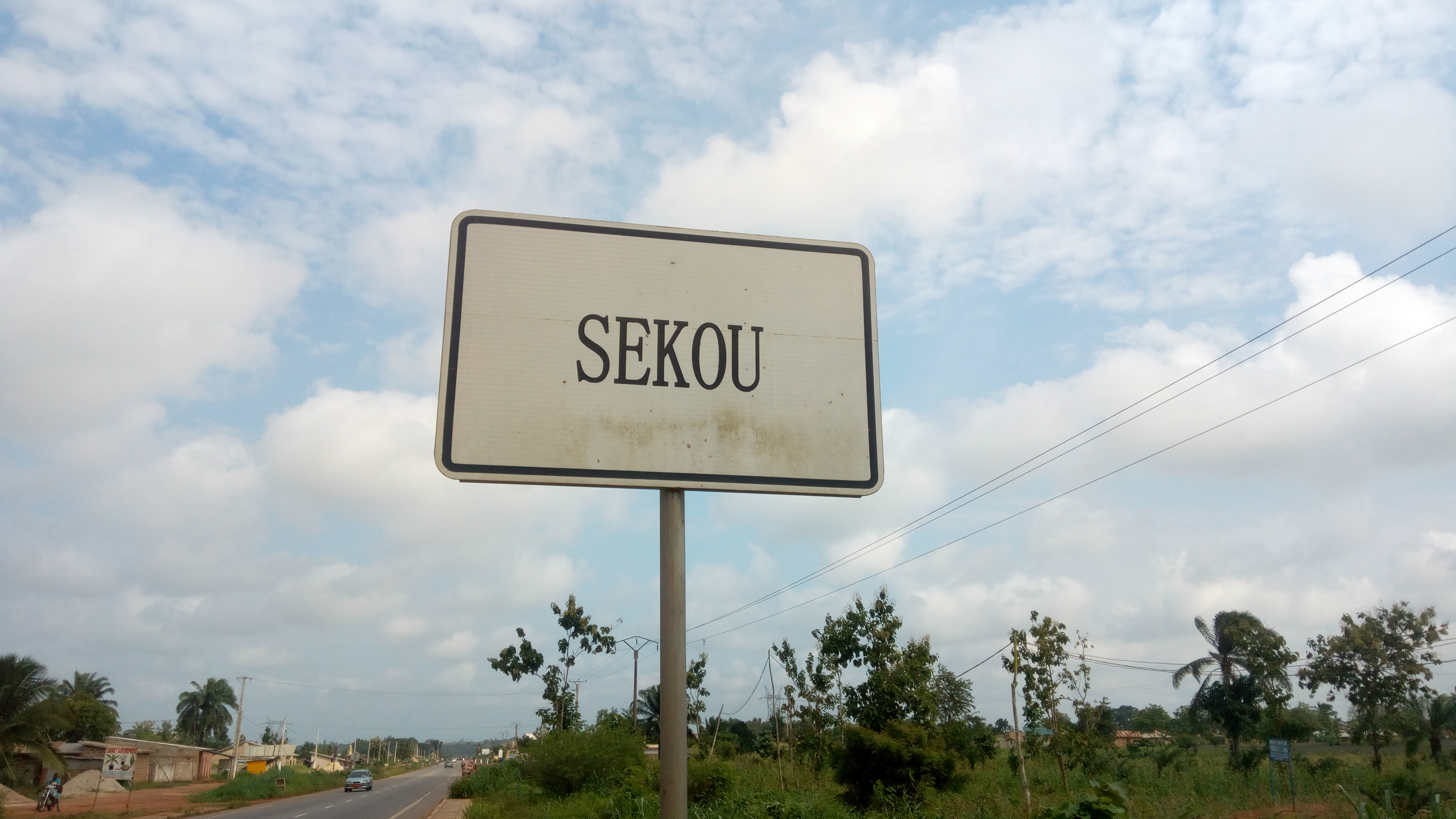
Arrondissement de Sékou